# Rejon baryszowski
Rejon baryszowski – jednostka administracyjna w składzie obwodu kijowskiego Ukrainy.
Powstał w 1965. Ma powierzchnię 958 km² i liczy około 35 tysięcy mieszkańców. Siedzibą władz rejonu jest Baryszówka.
W skład rejonu wchodzą 1 osiedlowa rada oraz 25 silskich rad, obejmujących 37 wsi.

## Miejscowości rejonu
- Bakumiwka (Бакумівка)
- Baryszówka (Баришівка)
- Borszcziw (Борщів)
- Bziw (Бзів)
- Chłopkiw (Хлопків)
- Chmelowyk (Хмельовик)
- Derniwka (Дернівка)
- Dubowe (Дубове)
- Hostrołuczczia (Гостролуччя)
- Hryhoriwka (Григорівка)
- Jabłunewe (Яблуневе)
- Jareszky (Ярешки)
- Korżi (Коржі)
- Kornijiwka (Корніївка)
- Łechniwka (Лехнівка)
- Łelaky (Леляки)
- Łukaszi (Лукаші)
- Łukjaniwka (Лук'янівка)
- Mała Tarasiwka (Мала Тарасівка)
- Maskiwci (Масківці)
- Moroziwka (Морозівка)
- Nedra (Недра)
- Paryszkiw (Паришків)
- Pasiczna (Пасічна)
- Peremoha (Перемога)
- Pyłypcze (Пилипче)
- Podilla (Поділля)
- Rudnyćke (Рудницьке)
- Sadowe (Садове)
- Sełycziwka (Селичівка)
- Sełyszcze (Селище)
- Semeniwka (Семенівка)
- Sezenkiw (Сезенків)
- Szowkowe (Шовкове)
- Szwaczycha (Швачиха)
- Ustynkowa Hrebla (Устинкова Гребля)
- Wesełyniwka (Веселинівка)
- Własiwka (Власівка)
- Wołoszyniwka (Волошинівка)